# Nosič vrtulníků

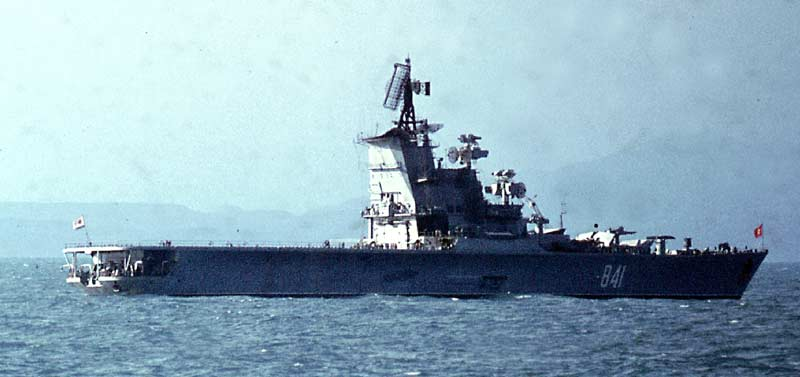
Sovětský vrtulníkový křižník Moskva

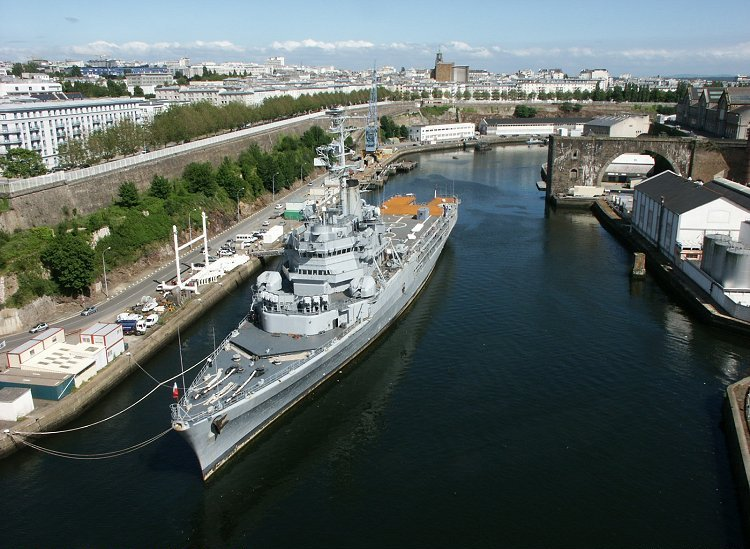
Francouzský vrtulníkový křižník Jean de Arc

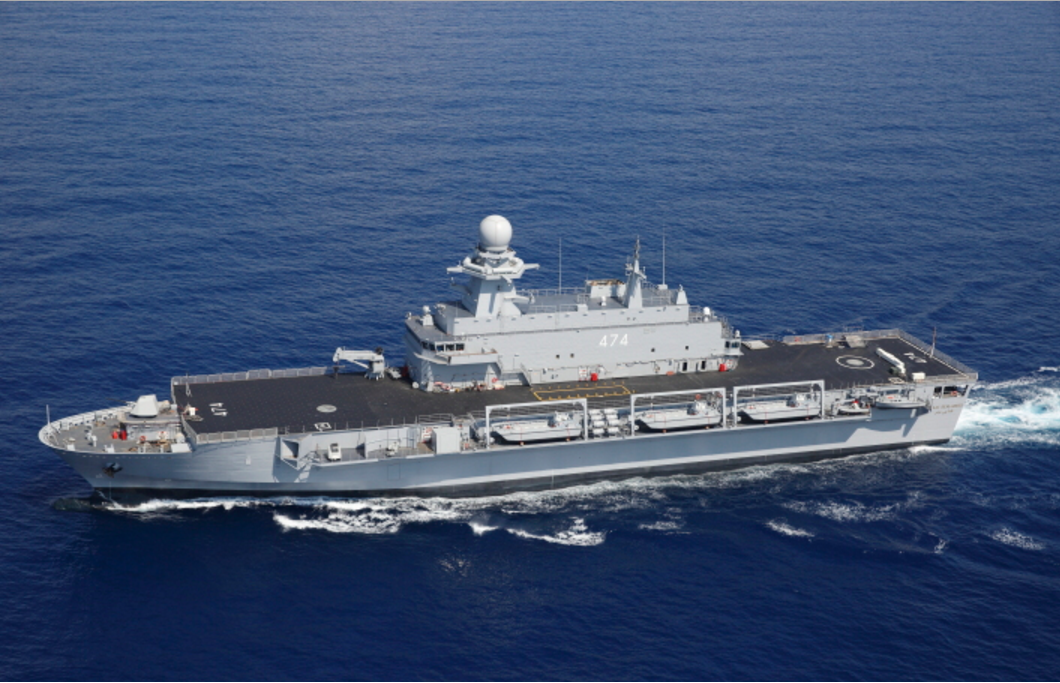
Alžírský nosič vrtulníků Kalaat Béni Abbès

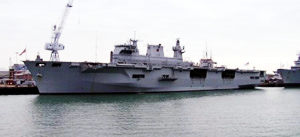
Britská výsadková loď HMS Ocean

Nosič vrtulníků je označení pro plavidla a letadlové lodě, které jsou primárně určeny pro provoz vrtulníků. Jejich hlavním účelem je protiponorkové hlídkování a podpora námořních výsadků. Je možné mezi ně zahrnout i protiponorkové letadlové lodě a výsadkové lodě.
Nosiče vrtulníků mohou mít letovou palubu po celé délce lodi s velitelským ostrovem, jak je tomu u klasických letadlových lodí, nebo pouze v její části, jako třeba u ruských vrtulníkových křižníků třídy Moskva. Druhé kompromisní pojetí se vyskytuje méně často. Řešení s letovou palubou po celé délce lodi je totiž výhodnější pro letový provoz.
Díky vlastnostem britského kolmostartujícího letounu BAE Sea Harrier je v současnosti obtížné najít čistě vrtulníkové nosiče (pouze s vrtulníky měly původně operovat například italská letadlová loď Giuseppe Garibaldi a španělská Príncipe de Asturias).
Například americké nosiče třídy Wasp nesou kromě 30 vrtulníků i 6–8 letounů Harrier. Provoz Harrierů je nemožný jen u starších nosičů, které jediné jsou tedy čistě vrtulníkové. Letadlové lodě, provozující pouze vrtulníky a kolmostartujícími letouny, bývají označovány i jako lehké letadlové lodě.

## Nosiče vrtulníků
Francouzské námořnictvo
- Jeanne d'Arc

 Italské námořnictvo
- Třída Andrea Doria
- Vittorio Veneto

 Japonské námořní síly sebeobrany
- Třída Hjúga

 Sovětské námořnictvo
- Třída Moskva

 Námořnictvo Spojených států amerických
- Třída Iwo Jima
- Třída Tarawa
- Třída Wasp

 Royal Navy
- HMS Ocean
- Třída Albion

 Alžírské námořnictvo
- Kalaat Béni Abbès